# BOM Cine
BOM Cine es un canal de televisión que emite cine en varias comunidades autónomas de España a través de la TDT y en la totalidad del territorio español a través de las plataformas de pago, Vodafone TV y Virgin Telco.
BOM Cine está presente en el Múltiplex Autonómico (MAUT) en los siguientes sitios: Comunidad de Madrid, Comunidad Valenciana, Andalucía y Región de Murcia. 
Forma parte del grupo Squirrel Media junto con la productora y distribuidora Vértice 360, la emisora BOM Radio y el canal Squirrel.
El canal también se emite internacionalmente en Europa por televisión de pago.

## Historia
Bom inició sus emisiones en pruebas en Andalucía el día 30 de abril de 2014. Se expandió a Murcia el 7 de junio al reemplazar al canal La Opinión TV en la frecuencia que esta ocupaba. El 15 de diciembre del mismo año, el canal cesó sus emisiones en Cataluña. Todas las frecuencias de Canal BOM en Cataluña pasaron a emitir el canal autonómico público de Cataluña en HD alta definición TV3HD, mediante un acuerdo de alquiler con el Grupo Godó, que se prolongó hasta junio de 2018. En esa fecha, TV3HD trasladó sus emisiones al múltiplex autonómico público de la CCMA y dejó libre la frecuencia en el múltiplex autonómico privado de Cataluña.
El 19 de agosto de 2016, el canal empezó a emitir en la Comunidad de Madrid, Andalucía y Región de Murcia. Asimismo, el 1 de septiembre de 2017, entró en la Comunidad Valenciana en reemplazo de Ehs.TV y Las Provincias TV por un acuerdo con Vocento.
En la Comunidad de Madrid, emite en todas las frecuencias de TDT de La 10 Madrid (anteriormente conocida como Telemadroño y Onda 6 Madrid) a partir de 19 de agosto de 2016.
El 1 de julio de 2017, el canal agregó telenovelas, programas, documentales y cine, los cuales se transmitían desde las 11:00 hasta las 17:00 y después desde las 18:00 hasta las 0:00. El 1 de septiembre del mismo año, Bom comenzó a emitir en la Comunidad Valenciana en la anterior frecuencia de Las Provincias TV, que emitía redifusiones.
El 12 de noviembre de 2017 a las 17:30, el programa Perdona? TV Show regresó al canal con el estreno de una nueva temporada presentada por Elsa Anka y Enric Escudé. Sin embargo, a los pocos días fue cancelado y su horario de emisión fue reemplazado con telenovelas, películas y documentales. 
El 1 de diciembre de 2017, fueron retiradas todas las telenovelas de Bom, de modo que su programación se basa solamente en películas y documentales con pequeños bloques de teletienda. Luego, en 2018, BOM optó por emitir nueve películas diarias (además de documentales) sin cortes publicitarios y la teletienda se emite desde las 01:45 hasta el inicio de la primera película del día (entre las 09:30 y las 11:00).
El 6 de agosto de 2018, los programas culinarios de Canal Sur volvieron a BOM de lunes a viernes por la mañana. Después, se siguieron emitiendo ocho películas (o documentales) hasta las dos de la madrugada, mientras que los fines de semana se emitían nueve.
Por otro lado, Squirrel Capital, la compañía de inversión liderada por Pablo Pereiro Lage, se hizo con el canal para rematar su holding mediático que completan la productora Vértice 360 y la emisora de radios locales Radio4G.
El 31 de mayo de 2019, el canal cambió su denominación por la de BOM Cine. Así, su programación pasó a estar compuesta exclusivamente por películas.
El 4 de noviembre de 2019, el canal iba a comenzar sus transmisiones en Cataluña, pero quedaron a la espera de la autorización del Consejo Audiovisual de Cataluña. Finalmente, el canal empezó sus emisiones en Cataluña el 16 de marzo de 2020, en donde emite cortinillas y algunas películas en catalán, bien a través de la primera pista de audio o, más habitualmente, a través de la segunda pista de audio.
En enero de 2020, BOM Cine empezó a emitir entre semana el morning show radiofónico de su canal de radio (Radio 4G), "Desde que amanece, apetece" de 7 a 10 de la mañana.
Además, se anunció que próximamente también emitirán el programa de los fines de semana "Planeta Disco".
Desde finales de diciembre de 2020, emite algunas cortinillas, vídeos de promociones de películas y publimoscas en valenciano en su canal en la Comunidad Valenciana, a través de las frecuencias de la antigua Las Provincias TV.
El 14 de abril de 2021 se incorporó al paquete básico de la plataforma de pago Movistar+ en fibra y ADSL en el dial 28.
Desde el 14 de agosto de 2021, el canal emite en alta definición (HD) con resolución a 720p en la TDT en Cataluña a través del múltiplex autonómico privado (MAUTP), cesando de esta manera la señal de definición estándar en esta Comunidad autónoma.
El 22 de noviembre del 2021, Bom Cine fue reemplazado por Verdi Classics en Cataluña tras un acuerdo entre Emissions Digitals de Catalunya y los Cines Verdi.
El 31 de marzo del 2022, Bom Cine se incorporó al dial 59 del operador Vodafone TV en calidad HD.
BOM Cine dejó de emitir en Movistar Plus junto a otros canales de Grupo Squirrel el 1 de junio de 2023.
El 30 de enero de 2025, Orange TV incorporó el canal a su oferta básica de televisión.

## Cataluña
El 4 de noviembre de 2019, el canal iba a empezar sus transmisiones en Cataluña, pero quedaron a la espera de la autorización del Consejo Audiovisual de Cataluña. Con la negativa del Consejo Audiovisual de Cataluña de que BOM CINE pudiese emitir en una frecuencia autonómica ya que no tenía sede en Cataluña el Grupo Godó y BOM CINE llegaron a un acuerdo donde el Grupo Godó propiedad de la frecuencia en Cataluña pasaba a gestionar BOM CINE en Cataluña. Finalmente, el canal empezó sus emisiones en Cataluña el 16 de marzo de 2020.
Desde el 14 de agosto de 2021, el canal emite en alta definición (HD) con resolución a 1080i en la TDT. A través del Multiplex Autonómico Privado (MAUTP), cesando de esta manera la señal de definición estándar en esta comunidad autónoma. El 22 de noviembre del 2021 Bom Cine fue reemplazado por Verdi Classics en Cataluña tras un acuerdo entre Emissions Digitals de Catalunya y los Cines Verdi. Cese de transmisiones 16 de octubre de 2023.

## Galicia y El Bierzo
En la actualidad en las frecuencias de TDT de V Televisión emite: BOM Cine y BOM Radio, sin tener nada que ver con V Televisión, Corporación Voz de Galicia y La Voz de Galicia.

## Audiencia
Evolución de la cuota de pantalla mensual y anual, según las mediciones de audiencia elaborados en España por Kantar Media. Están en negrita los meses en que tuvo récord de audiencia.
| Año  | Enero | Febrero | Marzo | Abril | Mayo  | Junio | Julio | Agosto | Septiembre | Octubre | Noviembre | Diciembre | Media Anual |
| ---- | ----- | ------- | ----- | ----- | ----- | ----- | ----- | ------ | ---------- | ------- | --------- | --------- | ----------- |
| 2019 | 0,1%  | 0,2 %   | 0,2 % | 0,1 % | 0,2 % | 0,2 % | 0,2 % | 0,2 %  | 0,2 %      | 0,2 %   | 0,2 %     | 0,2 %     | 0,2 %       |
| 2020 | 0,2 % | 0,2 %   | 0,3 % | 0,4 % | 0,4 % | 0,3 % | 0,3 % | 0,3 %  | 0,3 %      | 0,3 %   | 0,3 %     | 0,3 %     | 0,3 %       |
| 2021 | 0,3 % | 0,3 %   | 0,3 % | 0,3 % | 0,3 % | 0,3 % | 0,3 % | 0,3 %  | 0,3 %      | 0,4 %   | 0,4 %     | 0,3 %     | 0,3 %       |
| 2022 | 0,3 % | 0,3 %   | 0,3 % | 0,4 % | 0,4 % | 0,4 % | 0,4 % | 0,4 %  | 0,4 %      | 0,5%*   | 0,4 %     | 0,5 %     | 0,4 %       |
| 2023 | 0,4 % | 0,4 %   | 0,4 % | 0,4 % | 0,4 % | 0,3 % | 0,4 % | 0,3 %  | 0,3 %      | 0,4 %   | 0,4 %     | 0,4 %     | 0,4 %       |
| 2024 | 0,3 % | 0,4 %   | 0,4 % | 0,4 % | 0,3 % | 0,4 % | 0,4 % | 0,4 %  | 0,4 %      | 0,4 %   | 0,4 %     | 0,4 %     | 0,4 %       |
| 2025 | 0,4 % | 0,4 %   | 0,4 % | 0,3%  |       |       |       |        |            |         |           |           |             |